# Fítia (mãe de Pirro)
Fítia é a mãe de Pirro, rei do Epiro.
Fítia era filha de Menon da Tessália.
Ela se casou com Eácides I de Epiro e teve duas filhas, Deidamia e Troas, e um filho, Pirro. Eácides era filho de Arribas de Epiro e de Troas, que era irmã de Olímpia.
Sua filha, Deidamia, casou-se com Demétrio Poliórcetes, filho de Antígono Monoftalmo. Eles tiveram um filho, Alexandre, que viveu e morreu no Egito.
Seu filho, Pirro, tornou-se rei do Epiro e invadiu a Itália, lutando contra Roma. Ele é conhecido pela fase "mais uma vitória como esta e eu estou arruinado", que deu origem à expressão vitória pírrica.